# Reminiscing
"Reminiscing" is een nummer van de Australische band Little River Band. Het verscheen op hun album Sleeper Catcher uit 1978. In juni van dat jaar werd het uitgebracht als de tweede single van het album.

## Achtergrond
"Reminiscing" is geschreven door slaggitarist Graeham Goble en geproduceerd door Little River Band in samenwerking met John Boylan. Goble vertelde over de totstandkoming van het nummer in 2005: "Ik vond het schrijfwerk uit de tijd van oude zwart-witfilms en de muziek van Glenn Miller en Cole Porter leuk en ik probeerde een liedje te schrijven die het romantische tijdperk beschrijft. Het ging snel, ik schreef het binnen een half uur. Ook al denken veel mensen dat het ingewikkeld klinkt, is het vrij makkelijk om het op gitaar te spelen. Het werd bijna niet opgenomen - toen de opname gepland stond, was Peter Jones, de keyboardspeler die ik voor ogen had, niet aanwezig, dus moesten we een andere keyboardspeler inhuren. Dat werkte niet. Een paar dagen later namen we het op met nog een andere keyboardspeler en het werkte alweer niet, waardoor de band geen zin meer had om het lied op te nemen. Vlak voordat het album af was, was Peter Jones terug in de stad, en ik had ruzie met de rest van de band omdat ik 'Reminiscing' een derde kans wilde geven. Peter speelde op het lied, we namen het op, en stuurden het album naar Capitol. Die zeiden dat er geen singles op het album stonden en niet wisten wat er uitgebracht moest worden. Vijf weken later zei iemand op het kantoor van Capitol in New York, 'Jullie zijn gek, 'Reminiscing' is een hit'. Capitol bracht het uit en het werd direct een succes, het werd onze grootste hit."

## Hitlijsten
"Reminiscing" bereikte wereldwijd de hitlijsten. In thuisland Australië kwam het tot plaats 35, terwijl in de Amerikaanse Billboard Hot 100 de derde positie werd gehaald. Ook in Canada kwam het in de top 10 met een zevende plaats als hoogste notering. In Nederland kwam het niet in de Top 40 terecht en bleef het steken op de vijftiende plaats in de Tipparade. In Australië werd het uitgeroepen tot de beste Australische opname van het jaar.

## Covers en gebruik in media
"Reminiscing" is gecoverd door onder meer Barry Manilow en k.d. lang. In 2001 behaalde Madison Avenue de negende plaats in de Australische hitlijsten met hun versie.
Little River Band-zanger Glenn Shorrock nam "Reminiscing" zelf meerdere malen opnieuw op. In 1978 verscheen een Spaanstalige versie met de titel "Recordando". In 1998 zong hij het in duet met Tommy Emmanuel op diens album Collaboration. In 2003 nam hij een nieuwe versie op met Goble en Beeb Birtles, twee andere voormalige leden van de band, onder de naam Birtles Shorrock Goble voor het album Full Circle. In 2019 verscheen een nieuwe versie op zijn album Glenn Shorrock Sings Little River Band.
De originele versie van "Reminiscing" werd gebruikt in de films Knocked Up (2007), Monsters vs. Aliens (2009) en The Other Guys (2010) en in de televisieseries Freaks and Geeks en The Middle.

## NPO Radio 2 Top 2000
| Nummer met noteringen in de NPO Radio 2 Top 2000 | '99  | '00 | '01  |
| ------------------------------------------------ | ---- | --- | ---- |
| Reminiscing                                      | 1536 | -   | 1753 |

1. ↑  Een '-' betekent dat het nummer niet was genoteerd en een vetgedrukt getal geeft de hoogste notering aan.
2. ↑  Deze tabel is bijgewerkt tot en met de laatste editie (2024).